# Cementiri de Santa Eugènia
El Cementiri de Santa Eugènia és un cementiri de Girona que forma part de l'Inventari del Patrimoni Arquitectònic de Catalunya.

## Descripció
És un recinte de planta rectangular amb nínxols col·locats en tres nivells, que ocupen tot el perímetre d'aquell espai. El conjunt s'ordena amb un eix central longitudinal i un altre de transversal, que defineixen una creu i un pas perimetral que dona accés als nínxols. Al fons hi ha una senzilla capella de parets arrebossades i pintades, sense ornamentacions exteriors. La façana principal presenta un senzilla portalada de pedra i la resta és arrebossada i pintat.

## Història
Aquest era el cementiri de l'antic poble de Santa Eugènia, que fou annexionat a Girona el 1962. Inicialment, el cementiri, havia estat situat al costat de l'església d'aquell poble, que desaparegué durant la Guerra Civil de 1939. Actualment aquest recinte no admet ampliacions.